# Colletotrichum destructivum
Colletotrichum destructivum är en svampart som beskrevs av O'Gara 1915. Colletotrichum destructivum ingår i släktet Colletotrichum och familjen Glomerellaceae.   Inga underarter finns listade i Catalogue of Life.